# Orquesta Académica de Madrid
Das Orquesta Académica de Madrid (Akademisches Orchester von Madrid) ist ein spanisches Orchester in Madrid. Es steht unter der Leitung seines Gründers, Iñigo Pírfano. Zurzeit besteht es aus 65 Mitgliedern.

## Geschichte

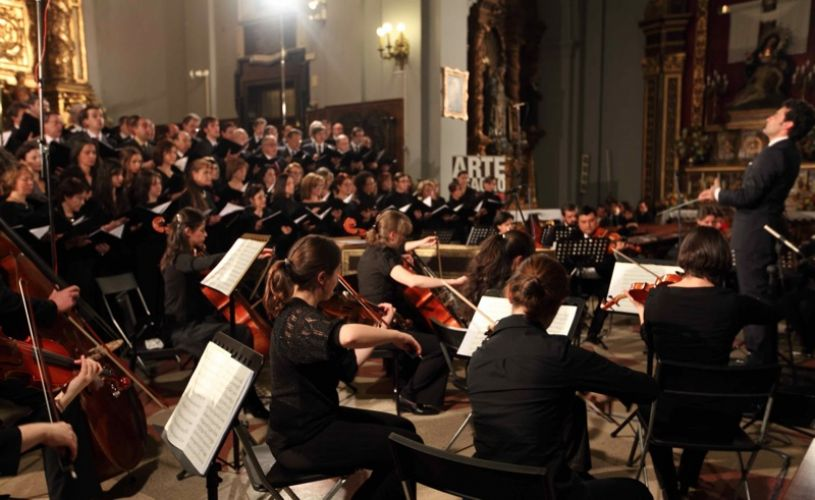
Das Akademische Orchester von Madrid auf dem Festival of Sacred Music

Iñigo Pírfano gründete das Orchester im Jahre 1997 mit dem Ziel, ein professionelles Orchester aus jungen Musikern zu schaffen. Sein erstes Konzert gab das Orchester drei Jahre nach der Gründung mit der Musik zum Ballett El amor brujo von Manuel de Falla im Circulo de Bellas Artes de Madrid. Mit einem Repertoire aus Werken des Barock bis zu Kompositionen aus dem 20. Jahrhundert soll dem Anspruch auf Professionalität entsprochen werden. So wirkte das Orchester z. B. im Jahr 2003 mit bei der Aufführung des Stabat mater von Pergolesi in der Moschee von Cordoba, im Jahr davor bei de Fallas Puppenspieloper El retablo de maese Pedro, ebenfalls im Circulo de Bellas Artes.
Neben den genannten Werken spielte das Orchester Aufnahmen eines Konzertes zum zweihundertsten Geburtstag von Joseph Haydn 2009 ein, gemeinsam mit der Sopranistin Elvia Sanchez, sowie eine weitere vom Festival de música sacra (2011), bei dem es mit der Sopranistin Sonia de Munck auftrat. Von beiden Konzerten existieren DVDs.

## Das Kammermusik-Ensemble des Orchesters
Im Jahr 2006 erfolgte die Gründung eines Kammermusik-Ensembles aus Mitgliedern des Orchesters. Das Ensemble, dessen Repertoire Werke unter anderen von Wolfgang Amadeus Mozart und Antonio Salieri bis hin zu Richard Strauss, Gustav Mahler und Francis Poulenc umfasst, spielte im Rahmen einer Tournee durch Spanien auch im Gobelin-Saal des königlichen Palastes von La Granja de San Ildefonso.